# Лёвенгут, Жеральдина
Жеральдина Жель-Лёвенгут (фр. Géraldine Loewenguth, род. 5 июня 1964, Остайм) — французская профессиональная шоссейная велогонщица.

## Карьера
Жеральдина Лёвенгут вела профессиональную карьеру с 1998 по 2000 годы, выступая за команду Ebly ASPTT Champion — Moselle в 1998–1999 годах. 
На чемпионате Франции 1999 года Лёвенгут заняла второе место, финишировав на 6 минут 28 секунд позже Жанни Лонго, которая выиграла свой 15-й национальный титул.
За недолгое время своей профессиональной карьеры Лёвенгут добилась ряда значительных результатов, включая победу на 2-м этапе Тур де л’Од феминин в 2000 году и третье место в общем зачёте Гранд Букль феминин в том же году — она финишировала третьей, после Жоан Сомаррибы (Испания) и Эдиты Пучинскайте (Литва). Кроме того, Лёвенгут заняла третье место на 9-м и 11-м этапах этой гонки.

## Достижения
1997
7-я на Чемпионате Франции, индивидуальная гонка
Трофи д’Ор
3-я на 2-м этапе
8-я в генеральной классификации
1998
3-я на AXA Leben Pokal
Три дня в Вандее
3-я на 1-я этапе
6-я в генеральной классификации
Гран-при Взаимопомощи Верхней Гаронны
3-я на 4-м этапе
8-я в генеральной классификации
8-я на Etoile Vosgienne — Epinal
4-я на Чемпионате Франции, групповая гонка
Гранд Букль Феминин
8-я на 12-м этапе
7-я на 15-м этапе
2-я на Хроно Наций
1999
Гран-при Взаимопомощи Верхней Гаронны
генеральная классификация
1-й этап
2-я на Чемпионате Франции — групповая гонка
3-я на Чемпионате Франции — индивидуальная гонка
2-я на Хроно Наций
9-я на Гран-при Наций
Тур Лимузена
2-я на 3-м этапе
2-я в генеральной кклассификации
Тур де л'Од
6-я на 5-м этапе
5-я на 9-м этапе
9-я в генеральной кклассификации
8-я на Хроно Шампенуа
Тур Швейцарии
10-я на 4-м этапе
8-я в генеральной классификации
2000
9-я на Примавера Роза
10-я на Хроно Наций
Тур де л'Од феминин
9-я на Прологе
2-й этап
6-я на 3-м этапе
10-я на 8-м этапе
3-я в генеральной классификации
3-я в горной классификации
10-я в классификации по очкам
4-я на Чемпионате Франции — индивидуальная гонка
Гранд Букль феминин
8-я на 1-м этапе
6-я на 5-м этапе
7-я на 9-м этапе
3-я на 12-м этапе
7-я на 13-м этапе
3-я на 14-м этапе
10-я на 16-м этапе
3-я в генеральной классификации
3-я на Гран-при Наций
4-я на Трофи Интернешнл
Трофи д’Ор
6-я на 1-м этапе
3-я на 4-м этапе
4-я в генеральной классификации

### Статистика выступления наГранд-турах
| Гонка / Год         | 1998 | 1999 | 2000 |
| ------------------- | ---- | ---- | ---- |
| Гранд Букль феминин | 11   | 22   | 3    |
| Тур де л'Од феминин | —    | 9    | 3    |